# Jermaine Taylor (football)
Pour les articles homonymes, voir Jermaine Taylor et Taylor.
Jermaine Taylor (né le 14 janvier 1985 à la paroisse de Portland en Jamaïque) est un footballeur international jamaïcain jouant au poste d'arrière latéral gauche.

## Palmarès

### Jamaïque
- Coupe caribéenne des nations :
  - Vainqueur (3) : 2005, 2010 et 2014

### Harbour View
- Jamaican National Premier League :
  - Vainqueur (1) : : 2007
- CFU Club Championship :
  - Vainqueur (1) : 2004

### Houston Dynamo
- Coupe MLS :
  - Vice-champion (2) : 2011, 2012